# Kniptjärnen, Dalarna
Kniptjärnen är en sjö i Falu kommun i Dalarna och ingår i Dalälvens huvudavrinningsområde.